# 伊塔基廷加
伊塔基廷加是巴西伯南布哥州的一个市镇。总面积117.382平方公里，总人口15115人，人口密度128.8人/平方公里。